# Kiryło Daćko
Kiryło Daćko, ukr. Кирило Дацько (ur. 25 maja?/7 czerwca 1905 we wsi Kiryływka w guberni kijowskiej, zm. 30 grudnia 1963 w Nowym Jorku) – radziecki wojskowy narodowości ukraińskiej, major, propagandysta SS-Standarte „Kurt Eggers”, a następnie szef ukraińskiego sztabu propagandowego przy Ukraińskiej Armii Narodowej, emigracyjny działacz polityczno-społeczny.

## Biografia
Służył w Armii Czerwonej, dochodząc do stopnia majora. Dostał się do niewoli niemieckiej. Następnie przeszedł kursy propagandowe. Był propagandystą w SS-Standarte „Kurt Eggers”. Pod koniec 1944 r. został odkomenderowany do Berlina. Początkowo miał stanąć na czele Ukraińskiego Wojska Wyzwoleńczego (UWW), ale nie doszło do tego. Został natomiast szefem ukraińskiego sztabu propagandowego przy nowo formowanej Ukraińskiej Armii Narodowej, zorganizowanego przez Ukraiński Komitet Narodowy. Jednym z jego głównych działań było przeciwstawianie się podporządkowywaniu Ukraińców służących w armii niemieckiej Siłom Zbrojnym KONR gen. Andrieja A. Własowa. Po zakończeniu wojny K. Daćko wyemigrował do USA. Działał w Ukraińskiej Partii Rewolucyjno-Demokratycznej. Od 1950 r. był zastępcą przewodniczącego Demokratycznego Zjednoczenia Byłych Represjonowanych przez Sowiecki Reżim Ukraińców.